# Weißsporstachelingsverwandte
Die Weißsporstachelingsverwandten (Bankeraceae) sind eine Familie von Ektomykorrhizapilzen aus der Ordnung der Warzenpilzartigen (Thelephorales). Die Fruchtkörper sind in Hut und Stiel gegliedert und haben ein hydnoides oder poroides Hymenophor (Fruchtschichtträger). Die Hyphen sind häufig aufgeblasen und die inamyloiden Sporen meist ziemlich klein. Sie sind entweder hyalin und stachelig oder braun und knotig-warzig ornamentiert. Die Warzen können zunehmend gabelig werden und/oder verwachsen. Die Familie hat über 120 Arten und 5 Gattungen und ist überwiegend in der nördlich gemäßigten Zone verbreitet.

## Merkmale
Die einjährigen, fleischigen oder zähen und holzigen Fruchtkörper haben einen Hut und einen zentralen oder exzentrischen Stiel. Sie sind weißlich, cremefarben, bräunlich oder grau- bis schwärzlich-braun gefärbt. Gelbe oder rötliche Farbtöne sind selten. Die Hutoberfläche ist anfangs filzig und kann später manchmal rissig oder schuppig werden. Das Hymenium ist poroid, stachelig oder gerippt und in der Regel weiß, creme oder grau gefärbt, selten auch braun oder violett.
Das Hyphensystem ist monomitisch. Skeletthyphen kommen nur ganz selten vor. Die generativen Hyphen sind oft bauchig erweitert oder aufgeblasen, Schnallen können vorkommen oder auch fehlen. Auch Zystiden können gelegentlich vorhanden sein. Die viersporigen Basidien sind keulenförmig. Eine Basalschnalle kann vorkommen oder auch fehlen. Die recht kleinen, inamyloiden Basidiosporen sind fast kugelig bis ellipsoid und dünnwandig. Sie sind hyalin und stachelig oder braun und höckerig-warzig.

## Gattungen
Die Familie hat über 120 beschriebene Arten, die sich über 5 Gattungen verteilen. Bis auf die Gattung Corneroporus sind alle Gattungen in Europa vertreten.
| Die Gattungen der Weißsporstachelingsverwandte |                                                     | |
| \| Foto \| Gattungsname \| Beschreibung \| \| ---- \| --------------------------------------------------- \| ----------------------------------------------------------------------------------------------------------------------------------------------------------------------------------------------------------------------------------------------------------------------------------------------------------------------------------------------------------------------------------------------------------------------------------------------------------------------------------------------------------------------------------------------------------------------------------------------------------------------------------------------------------------------------------------------------------------- \| \| \| Weißsporstachelinge Bankera Coker & Beers ex Pouzar \| Weltweit sind 5 Arten beschrieben. Die Gattung ist gekennzeichnet durch ihr weißes Sporenpulver und das blass fleischige, weiche und spröde Fleisch, das einen auffälligen Geruch nach Maggi oder Curry hat. Die Ektomycorrhizapilze haben ein hydnoides Hymenophor und kugelige bis ellipsoide und stachelig ornamentierte Sporen.[3] Foto: Violetter Weißsporstacheling (Bankera violascens) \| \| \| Rußporlinge Boletopsis Fayod \| Die Gattung hat weltweit 12 beschriebene Arten, darunter Boletopsis nothofagi. Die Ektomycorrhizapilze wachsen auf dem Boden. Sie haben einen meist zentral gestielten Hut und ein cremefarbenes bis graues und oft rosa bis violett getöntes, poroides Hymenophor. Die Hyphen tragen an den meisten Septen Schnallen. Das Fleisch ist weich bis zäh und fasrig. Die rußig-grauen Porlinge haben stachelige bis warzige Sporen und ein weißliches bis cremefarbenes Sporenpulver.[4][5] Foto: Schwarzweißer Rußporling (Boletopsis leucomelaena) \| \| \| Corneroporus T. Hatt. \| Weltweit mit nur einer Art. Die Typusart C. subcitrinus (Syn.: Boletopsis subcitrina) ist ein in Südostasien (Malaysia) beheimateter Porling.[6] \| \| \| Korkstachelinge Hydnellum P. Karst. \| Die Gattung ist gekennzeichnet durch ihr frisch elastisches bis faseriges und trocken fest und holziges Fleisch, das braune Sporenpulver. Die die einzeln stehenden, geselligen oder miteinander verwachsenen Fruchtkörper sind in Hut und Stiel gegliedert. Die gedrängt stehenden Stacheln sind klein bis groß und laufen meist an Stiel herab. Sie sind weiß bis gelblich, olivgrün und bisweilen orange getönt. Bei Reife werden sie hell- bis dunkelbraun. Die knotig-warzigen Sporen sind fast kugelig bis länglich.[7][8] Foto: Orangeroter Korkstacheling (Hydnellum aurantiacum) \| \| \| Duftstachelinge Phellodon P. Karst. \| Weltweit wurden 18 Arten beschrieben. Die Gattung ist durch ihr weißes Sporenpulver, das faserig-elastische bis korkig-holzige Fleisch und das stachelige Hymenophor gekennzeichnet. Die oft miteinander verwachsenen Fruchtkörper sind in Hut und Stiel gegliedert. Das Fleisch ist dünn und oft zweischichtig (Duplexstruktur) und riecht Liebstöckel- oder bockshornkleeartig. Die häufig aufgeblasenen Hyphen sind unter der Oberfläche stark verwoben und darunter parallel ausgerichtet, Schnallen können vorkommen oder fehlen. Die Sporen sind mehr oder weniger kugelig und knotig-warzig ornamentiert. Einzelne Warzen können oft weit herausragen.[9] Foto: Schwarzer Duftstacheling (Phellodon niger) \| \| \| Braunsporstachelinge Sarcodon Autor \| Weltweit hat die Gattung fast 50 beschriebene Arten und ist innerhalb der Familie gekennzeichnet durch das braune Sporenpulver und das spröde, nur leicht faserige und fast wie Kreide brechende Fleisch. Der Hut ist meist schuppig und der Stiel an der Basis grünlich- oder bläulichschwarz gefärbt. Die anfangs blassen, später meist braunen Stacheln laufen gewöhnlich am Stiel herab. Die fast kugeligen und bräunlichen Sporen haben ein knotig-warziges (tuberculates) Ornament. Die Pilze haben keinen auffallenden Geruch nach Curry oder Maggi.[7][10] Foto: Habichtspilz (Sarcodon imbricatus) \| |                                                     | |
| Foto | Gattungsname                                        | Beschreibung |
| | Weißsporstachelinge Bankera Coker & Beers ex Pouzar | Weltweit sind 5 Arten beschrieben. Die Gattung ist gekennzeichnet durch ihr weißes Sporenpulver und das blass fleischige, weiche und spröde Fleisch, das einen auffälligen Geruch nach Maggi oder Curry hat. Die Ektomycorrhizapilze haben ein hydnoides Hymenophor und kugelige bis ellipsoide und stachelig ornamentierte Sporen. Foto: Violetter Weißsporstacheling (Bankera violascens) |
| | Rußporlinge Boletopsis Fayod                        | Die Gattung hat weltweit 12 beschriebene Arten, darunter Boletopsis nothofagi. Die Ektomycorrhizapilze wachsen auf dem Boden. Sie haben einen meist zentral gestielten Hut und ein cremefarbenes bis graues und oft rosa bis violett getöntes, poroides Hymenophor. Die Hyphen tragen an den meisten Septen Schnallen. Das Fleisch ist weich bis zäh und fasrig. Die rußig-grauen Porlinge haben stachelige bis warzige Sporen und ein weißliches bis cremefarbenes Sporenpulver. Foto: Schwarzweißer Rußporling (Boletopsis leucomelaena) |
| | Corneroporus T. Hatt.                               | Weltweit mit nur einer Art. Die Typusart C. subcitrinus (Syn.: Boletopsis subcitrina) ist ein in Südostasien (Malaysia) beheimateter Porling. |
| | Korkstachelinge Hydnellum P. Karst.                 | Die Gattung ist gekennzeichnet durch ihr frisch elastisches bis faseriges und trocken fest und holziges Fleisch, das braune Sporenpulver. Die die einzeln stehenden, geselligen oder miteinander verwachsenen Fruchtkörper sind in Hut und Stiel gegliedert. Die gedrängt stehenden Stacheln sind klein bis groß und laufen meist an Stiel herab. Sie sind weiß bis gelblich, olivgrün und bisweilen orange getönt. Bei Reife werden sie hell- bis dunkelbraun. Die knotig-warzigen Sporen sind fast kugelig bis länglich. Foto: Orangeroter Korkstacheling (Hydnellum aurantiacum) |
| | Duftstachelinge Phellodon P. Karst.                 | Weltweit wurden 18 Arten beschrieben. Die Gattung ist durch ihr weißes Sporenpulver, das faserig-elastische bis korkig-holzige Fleisch und das stachelige Hymenophor gekennzeichnet. Die oft miteinander verwachsenen Fruchtkörper sind in Hut und Stiel gegliedert. Das Fleisch ist dünn und oft zweischichtig (Duplexstruktur) und riecht Liebstöckel- oder bockshornkleeartig. Die häufig aufgeblasenen Hyphen sind unter der Oberfläche stark verwoben und darunter parallel ausgerichtet, Schnallen können vorkommen oder fehlen. Die Sporen sind mehr oder weniger kugelig und knotig-warzig ornamentiert. Einzelne Warzen können oft weit herausragen. Foto: Schwarzer Duftstacheling (Phellodon niger) |
| | Braunsporstachelinge Sarcodon Autor                 | Weltweit hat die Gattung fast 50 beschriebene Arten und ist innerhalb der Familie gekennzeichnet durch das braune Sporenpulver und das spröde, nur leicht faserige und fast wie Kreide brechende Fleisch. Der Hut ist meist schuppig und der Stiel an der Basis grünlich- oder bläulichschwarz gefärbt. Die anfangs blassen, später meist braunen Stacheln laufen gewöhnlich am Stiel herab. Die fast kugeligen und bräunlichen Sporen haben ein knotig-warziges (tuberculates) Ornament. Die Pilze haben keinen auffallenden Geruch nach Curry oder Maggi. Foto: Habichtspilz (Sarcodon imbricatus) |

## Bedeutung
Einige Arten wie der Habichtspilz sind zumindest jung essbar.

## Verbreitung und Ökologie
Die Familie ist weit verbreitet, aber vor allem in der nördlich gemäßigten Zone vertreten. Die Vertreter bilden eine Ektomykorrhiza mit verschiedenen Nadel- und Laubbäumen, meist mit verschiedenen Kiefern- oder Buchengewächsen.

## Systematik
Die Familie wurde 1961 durch M. Donk eingeführt. Er trennte damals die weißsporigen und gestielten Arten der Gattung Bankera und Phellodon von den resupinaten und den braunsporigen und gestielten Arten der Thelephoraceae ab. Trotz der offensichtlichen Ähnlichkeit der beiden Gattungen mit Sarcodon und Hydnellum hielt Donk die Gattungen nicht für näher verwandt. Die braune Sporenfarbe und den (durch die höckrigen Warzen) ungleichmäßigen Sporenumriss hielt er für entscheidende Ausschlusskriterien.
Andere Autoren, wie J.A. Stalpers, hielten die braun- und weißsporigen Taxa für nahe verwandt und stellten beide Gruppen zu den thelephoroiden Pilzen. Inzwischen haben zahlreiche, molekularbiologische Untersuchungen der rDNA-Gene gezeigt, dass die Gattungen nahe verwandt sind und zur thelephoroiden Abstammungsgemeinschaft gehören. Ob sie auch tatsächlich ein Monophylum bilden, ist zum gegenwärtigen Zeitpunkt noch nicht sicher.

## Nachweise
- Bankeraceae Donk. In: Mycobank (Fungal Nomenclature and Species Databank). International Mycological Association, abgerufen am 18. Februar 2015.